# Hansi Kürsch
Hansi Kürsch (10 de agosto de 1966, Lank-Latum, Alemanha) é um dos músicos mais aclamados na cena heavy metal. Vocalista da banda Blind Guardian e do projeto paralelo Demons and Wizards.
Hansi é casado e tem um filho.

## Biografia
Hansi Kürsch' nasceu em 10 de agosto de 1966, na cidade de Lank-Latum, atualmente Meerbusch, na Alemanha. Sob influência do rock de bandas como Queen, Deep Purple e Genesis, Hansi foi construindo sua gama de opções musicais.
Quando adolescente entrou em sua primeira banda, Executor, como guitarrista, e faziam alguns shows locais em Krefeld, Alemanha.
Em 1984 em um comercial do colégio que estudava, encontrou André Olbrich, que tocava em uma banda chamada European. na época, que logo depois trocou de nome para Zero Fault.
Foi então que André estava descontente com o vocalista do Zero Fault e resolveu que queria Hansi Kürsch na banda. Eles decidiram mais uma vez mudar o nome da banda e desta vez não seria a última, mas seria realmente glorioso. Zero Fault, contando agora com Hansi Kürsch, muda de nome para Lucifer's Heritage.
Com um som mais pesado e um vocal mais constante, o Lucifer's Heritage conquistou prestígio no cenário underground da Alemanha.
Com o Lucifer's Heirtage uma vez montado, André ainda dava algumas aulas de guitarra no porão de casa, um de seus alunos Thomen Stauch, era realmente notável, sua falta de talento para a guitarra era realmente impressionante.
Um dia no porão da casa de André, onde o Lucifer's Heritage ensaiava, Thomen sentou na bateria e começou a levar alguns ritmos legais e realmente deixou André e Hansi surpresos. Depois disso Thomen começou a se aplicar na bateria e realmente sua evolução foi rápida e sólida. 
Assim o Blind Guardian já tomava corpo. Depois de duas demos de sucesso com o Lucifer's Heritage, a banda mudou de nome para Blind Guardian.

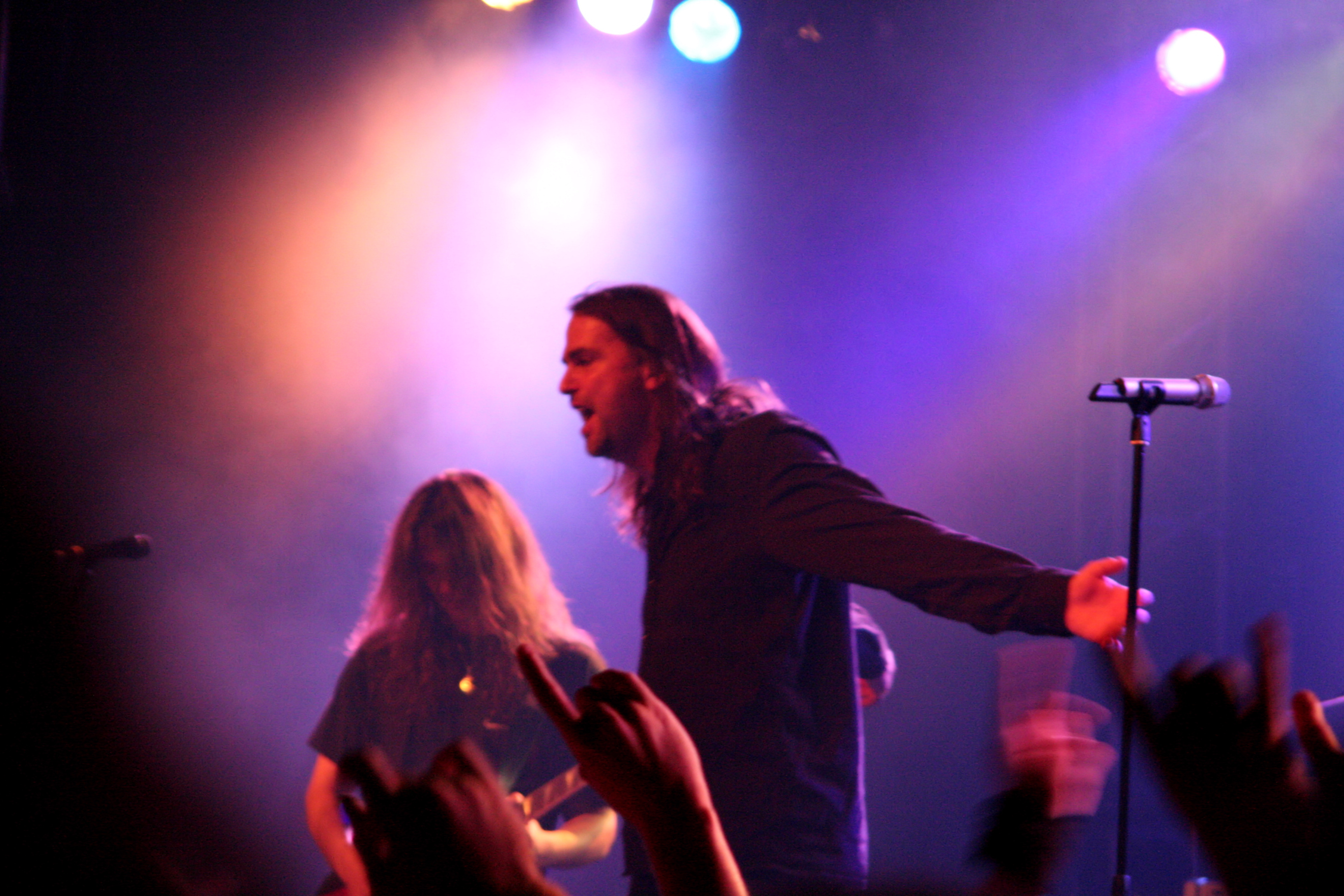
Hansi Kürsch em concerto com o Blind Guardian em 2006

A potência da voz de Hansi e as letras inspiradas em clássicos de J. R. R. Tolkien tornaram o Blind Guardian atualmente uma das bandas de mais sucesso e prestígio, com milhares de fãs por todo mundo.
Nesse meio tempo Hansi se casou e teve um filho. Já no Blind Guardian Hansi tocou baixo por cinco álbuns e depois decidiu apenas se dedicar aos vocais.
Em meados de 1999, Hansi estava envolvido com um possível lançamento de um novo álbum para o Blind Guardian, mas em conversas com Jon Schaffer, guitarrista do Iced Earth, acertaram de fazer um projeto, e misturarem todos os seus conhecimentos e gostos em um novo som, e deste projeto nasceu o Demons & Wizards. O projeto continua até hoje, com o segundo álbum lançado em 2005.

## Participações especiais
Hansi participou do álbum The Source, da banda Ayreon